# Dermestes persimilis
Dermestes persimilis là một loài bọ cánh cứng trong họ Dermestidae. Loài này được Crotch miêu tả khoa học năm 1873.